# 五十嵐卓哉
五十嵐 卓哉（いがらし たくや、1965年12月21日 - ）は日本のアニメーション監督、演出家。別名義として風山 十五がある。

## 経歴
高校卒業後、スタジオG7入社。出向の形で東映動画（現：東映アニメーション）に出入りするようになり、その後、東映に正式に所属。東映では佐藤順一の下で主に少女向け作品の演出に携わる。佐藤が第1と第2シリーズのシリーズディレクター（以下、SD）を担当した『美少女戦士セーラームーン』シリーズでは第5シリーズのSDを担当。『おジャ魔女どれみ』シリーズではSDを佐藤と連名で担当し、佐藤がSDを降りた第2期以降も最後の第4期まで務め上げた。
東映退社後はフリーランスとなる。『桜蘭高校ホスト部』『ソウルイーター』『STAR DRIVER 輝きのタクト』『キャプテン・アース』『文豪ストレイドッグス』など、主にボンズ作品を中心に手がけている。またそのほとんどの監督作品のシリーズ構成・脚本で榎戸洋司とコンビを組んでいる。

## エピソード
- 演出助手時代、もう辞めようと思っていた時に佐藤順一に出会い、その仕事ぶりを見て思いとどまった[5]。五十嵐は佐藤を師匠と仰ぎ、富士山にたとえ近づけたかと思っても遠く及ばない存在だと語っている[6]。
- 東映所属時、『美少女戦士セーラームーン』や変名で手伝った『少女革命ウテナ』で一緒に仕事をした幾原邦彦とは誕生日が同じ（年齢は幾原がひとつ上）で仲が良かった。
- 『ウテナ』で一度脚本を書いたことがある（第19話「今は亡き王国の歌」）。この話は同時に絵コンテも担当したのだが、脚本の段階で既に絵が想像できてしまい、脚本から絵コンテへの段階での、他のスタッフとの話し合いによる積み重ねが無いと感じる事になった。その為、スタッフが意見を出し合って作品づくりをしていく事を重要視している自分には、脚本と絵コンテを同時に担当するというこのやり方は向いていなかったと語っている[7]。
- 『おジャ魔女どれみ』に登場する五十嵐先輩の名前の元ネタ。きっかけは、佐藤順一がこれから登場させるキャラをスタッフに説明する時、「五十嵐みたいに爽やかなヤツなんですよ」と言ったところから。ちなみに五十嵐先輩はサッカー部だったが、五十嵐自身は野球少年だった。
- ボンズで作品を作るようになったきっかけは、『劇場版 鋼の錬金術師 シャンバラを征く者』を制作中だった監督の水島精二から絵コンテの依頼を受けた事から。当初は引き受けるつもりでいたのだが、同時期に『劇場版 金色のガッシュベル!! メカバルカンの来襲』の監督に決まってしまい、依頼を断るためにボンズを訪れた。そこで当時『鋼の錬金術師』の制作デスクで、『桜蘭高校ホスト部』以降一緒に仕事をする事になるボンズのプロデューサー大薮芳広と面識が出来、後の『ホスト部』の監督依頼へと繋がった[8]。
- 絵コンテを担当する時は、必ずその前にコンテ用紙を縮小コピーしたミニコンテを描く。このミニコンテは、鉛筆では自分の優柔不断さにより決め込めないので、消せないボールペンで描かれている[9]。

## 作品リスト

### テレビアニメ
東映作品
- 聖闘士星矢（1986-1989年、演出助手）
- 魔法使いサリー（第2作）（1989-1990年、演出助手）
- もーれつア太郎（第2作）（1990年、演出助手）
- きんぎょ注意報!（1991-1992年、演出助手）
- 美少女戦士セーラームーンシリーズ
  - 美少女戦士セーラームーン （1992-1993年、演出・演出助手）
  - 美少女戦士セーラームーンR （1993-1994年、演出）
  - 美少女戦士セーラームーンS （1994-1995年、演出）
  - 美少女戦士セーラームーンSS （1995-1996年、演出）
  - 美少女戦士セーラームーンセーラースターズ （1996-1997年、シリーズディレクター）
- キューティーハニーF（1997-1998年、演出）
- 夢のクレヨン王国（1997-1999年、演出）
- ふしぎ魔法ファンファンファーマシィー（1998-1999年、演出）
- おジャ魔女どれみシリーズ
  - おジャ魔女どれみ （1999-2000年、シリーズディレクター[注 5]）
  - おジャ魔女どれみ# （2000-2001年、シリーズディレクター[注 6]）
  - も〜っと!おジャ魔女どれみ （2001-2002年、シリーズディレクター）
  - おジャ魔女どれみドッカ〜ン! （2002-2003年、シリーズディレクター）
- 明日のナージャ（2003-2004年、シリーズディレクター）
- プリキュアシリーズ
  - ふたりはプリキュア（2004-2006年、演出）
  - ふたりはプリキュア Splash Star（2006-2007年、ED1絵コンテ）

ボンズ作品
- 桜蘭高校ホスト部（2006年、監督）
- DARKER THAN BLACK -黒の契約者-（2007年、絵コンテ）
- ソウルイーター（2008-2009年、監督）
- 鋼の錬金術師 FULLMETAL ALCHEMIST（2009-2010年、第2期OP、絵コンテ・演出）
- DARKER THAN BLACK -流星の双子-（2009年、絵コンテ）
- STAR DRIVER 輝きのタクト（2010-2011年、監督）[10]
- UN-GO（2011年、絵コンテ）
- エウレカセブンAO（2012年、絵コンテ）
- キャプテン・アース（2014年、監督）[11]
- SHOW BY ROCK!!（2015年、絵コンテ）
- ノラガミ ARAGOTO（2015年、絵コンテ）
- 文豪ストレイドッグス（2016年・2019年、監督）
- SK∞ エスケーエイト（2021年、絵コンテ）
- メタリックルージュ（2024年、絵コンテ）
- かつて魔法少女と悪は敵対していた。（2024年、絵コンテ）

東映・ボンズ以外の作品
- 魔動王グランゾート（サンライズ、1989-1990年、制作進行）
- 少女革命ウテナ（ジェー・シー・スタッフ、1997年、脚本・絵コンテ・演出）[注 7]
- 天使になるもんっ!（ぴえろ、1999年、絵コンテ）[注 7]
- 蟲師（アートランド、2005-2006年、絵コンテ・演出）
- 青の祓魔師（A-1 Pictures、2011年、絵コンテ）
- Classroom☆Crisis（Lay-duce、2015年、絵コンテ）
- Fate/Apocrypha（A-1 Pictures、2017年、絵コンテ）

### 劇場アニメ
東映作品
- トランスフォーマー ザ・ムービー（1986年・米、製作担当）
- 劇場版 きんぎょ注意報!（1992年、助監督）
- 劇場版 美少女戦士セーラームーンR（1993年、助監督）
- スペシャルプレゼント 亜美ちゃんの初恋 美少女戦士セーラームーンSuperS 外伝（1995年、監督）
- 映画 おジャ魔女どれみ♯（2000年、監督）
- 劇場版 金色のガッシュベル!! メカバルカンの来襲（2005年、監督）
- 魔女見習いをさがして（2020年、絵コンテ）

ボンズ作品
- スタードライバー THE MOVIE（2013年、監督）
- 劇場版 文豪ストレイドッグス DEAD APPLE（2018年、監督）

東映・ボンズ以外の作品
- 少女革命ウテナ アドゥレセンス黙示録（ジェー・シー・スタッフ、1999年、Aパート絵コンテ）[注 7]

### OVA
- おジャ魔女どれみナ・イ・ショ （2004-2005年、演出）
- 棺姫のチャイカXII Blu-ray付き限定版 （2015年、絵コンテ）